# Lluís Gastó d'Orleans
Lluís Gastó d'Orleans-Bragança i Wittelsbach (Mandelieu-la-Napoule, França, 6 de juny de 1938 — São Paulo, 15 de juliol de 2022), sobrenomenat el Més Fidel, va ser cap de la Casa Imperial del Brasil des de 1981 fins a la seva mort el 2022.Ha obtingut els títols de príncep d'Orleans-Bragança 1938 a 1981, príncep imperial de Brasil 1938-1981 i actualment és el cap de la Casa Imperial de Brasil, des del 5 de juliol de 1981, després de la mort del seu pare —un títol que va ser considerat legítim per la majoria dels realistes i cases dinàstiques estrangeres.
En cas de restaurar-se la monarquia a Brasil, ho faria amb el títol de Sa Majestat Imperial Don Lluís I, per la gràcia de Déu i la unànime aclamació del poble, Emperador Constitucional i defensor perpetu de Brasil.

## Biografia
Lluís Gastó, és el major dels dotze fills del príncep Pere Enric d'Orleans-Bragança (1909-1981), cap de la família imperial entre 1921 i 1981, i de la princesa Maria Isabel de Baviera (1914-2011), neta de Lluís III de Baviera, últim rei de Baviera (1845-1921).
Va ser batejat en la capella de Sant Luis, la qual es trobava a la casa de camp pertanyent a la seva àvia María Piula (1878-1973), princesa de Borbó de les Dues Sicilias, qui a més va ser la seva padrina; i com a padrí, el seu oncle matern Luis, príncep de Baviera (1913-2008). Posteriorment el jurista i professor Alcibíades Delamare Nogueira dona Gamma, va anar el seu padrí de confirmació.
Amb la mort del seu pare el 1981, a més de cap de la Casa Imperial és considerat, pels realistes, presumpte emperador de iure de Brasília.
Pel costat patern, és descendent dels emperadors del Brasil, dels reis de Portugal (Casa de Bragança) i els reis de França (Casa d'Orleans i Casa de Borbó - dinasties reals originades dels Capetos). Per part de la seva mare, és descendent dels reis de Baviera (Casa de Wittelsbach).
Lluís va viatjar per primera vegada a Brasil el 1945, després de la Segona Guerra Mundial, la família imperial es va establir definitivament a la ciutat de Rio de Janeiro i després en Paraná, actualment resideix a la ciutat de São Paulo.

### Activitats com a cap de la Casa Imperial
Des de la seva ascensió a la prefectura de la Casa Imperial, dedica la majoria del seu temps als assumptes de Brasil, encara que de manera discreta. Visita amb freqüència i al costat dels seus germans Bertrand d'Orléans i Bragança i Antoni Joan d'Orleans-Bragança, les ciutats brasileres, on és rebut amb honors; sent considerat ciutadà meritori i honorari de diverses ciutats cabdals. És membre honorari de nombroses institucions culturals i històrics, ha rebut les condecoracions de Gran Maestre de l'Ordre Imperial de la Creu, de Pedro I, de Sant Benito i Santiago, i la Gran Creu de l'Ordre Constantiniana de Sant Jordi, de la Casa Real de les Dues Sicilias, sent aquestes últimes a títol privat.

## Formació acadèmica
Va estudiar en universitats de cort tradicional —com el Col·legi Sant Ignacio (dels jesuïtes de Rio de Janeiro)— i més tard va marxar a París, on va perfeccionar el seu aprenentatge d'idiomes. Parla amb fluïdesa portuguès, francès i alemany, i entén espanyol, italià i anglès. Es va llicenciar en Química a la Universitat de Múnic, a la qual va assistir des de 1962 fins a 1967.

## Hereus
Tenint en compte que és solter, hereta els seus drets al tron el seu germà Bernard, tercer fill home de Pere Enric, ja que el seu segon fill, Eudes, va renunciar als seus drets dinàstics.
Com Bernard no té fills, en cas d'assumir el cap de la Casa Imperial del Brasil, la successió al tron passaria a un altre dels seus germans, Antoni, el sisè fill home de Pere Enric, i als seus descendents, ja que els seus germans grans, Pere d'Alcàntara Enric i Ferran Dionisi, també van renunciar als seus respectius drets.
Després dels homes, continua en la línia de successió Isabel Maria, tenint en compte que les bessones Maria Teresa i Maria Gabriela també van renunciar als seus respectius drets dinàstics i, Elionor, i els seus descendents, ja no pertanyen a la línia de successió, a causa del matrimoni d'aquesta amb Miquel de Ligne, cap d'una altra casa dinàstica.